# Tillandsia frank-hasei
Tillandsia frank-hasei là một loài thực vật có hoa trong họ Bromeliaceae. Loài này được J.R.Grant mô tả khoa học đầu tiên năm 2004.